# L'Arbre aux sabots
Pour plus de détails, voir Fiche technique et Distribution.
L'Arbre aux sabots (titre original : L'albero degli zoccoli) est un film italien réalisé par Ermanno Olmi et sorti en 1978.
Il s'agit du dernier film tourné en Gévacolor. Il a reçu la Palme d'Or du festival de Cannes en 1978.

## Synopsis
L'histoire de quatre familles de paysans pauvres dans une grande ferme en métairie du côté de Bergame, à la fin du XIXe siècle. Le travail communautaire, au fil des saisons, les évènements, fêtes, mariages, naissances, veillées. L'histoire se centre sur la famille Batisti, leur fils de sept ans, Minec, dont l'intelligence est remarquée par le prêtre qui voudrait lui faire continuer l'école au village voisin. Pour lui tailler des sabots neufs, son père abat un arbre du propriétaire, celui-ci s'en apercevant, chasse la famille de la ferme.

## Fiche technique
- Titre français : L'Arbre aux sabots
- Titre original : L'albero degli zoccoli
- Réalisation et scénario : Ermanno Olmi.
- Photographie : Ermanno Olmi, Carlo Petriccioli et Ercole Visconti (assistant opérateur), couleurs (Gevacolor)
- Décors : Franco Gambarana, Enrico Tovaglieri
- Costumes : Francesca Zucchelli.
- Musique : Johann Sebastian Bach
- Montage : Ermanno Olmi.
- Production : RAI/GPC Italia
- Lieux de tournage : Martinengo et Palosco (province de Bergame)
- Pays de production :  Italie
- Genre : drame
- Durée : 170 minutes
- Date de sortie : France - 27 septembre 1978

## Distribution
Tous les acteurs sont des paysans bergamasques, ils jouent dans leur dialecte. Le film était sous-titré en italien pour les spectateurs italiens.
- Luigi Ornaghi : Batisti
- Francesca Moriggi : Batistina
- Omar Brignoli : Minec
- Antonio Ferrari : Tuni

## Récompense
Le film a reçu la Palme d'Or de Cannes en 1978.

## Commentaire
Considéré unanimement comme une œuvre majeure du cinéma italien, voire mondial, L'albero degli zoccoli (L'Arbre aux sabots) est le film qu'Ermanno Olmi porta en lui pendant plus de vingt ans. Très attaché à ses origines paysannes et bergamasques, le cinéaste italien retranscrit ici des récits de sa grand-mère et des souvenirs d'enfance. Un an de tournage, dans des décors réels et naturels, des paysans dans leurs propres rôles et parlant leur dialecte, un film durant quasiment trois heures. L'Arbre aux sabots rappelle certaines caractéristiques de La Terre tremble de Luchino Visconti, nettement antérieur. Mais, en réalité, les similitudes ne sont qu'apparentes : le film ne se rattache en aucune façon à la méthode néoréaliste et ne se projette pas dans l'actualité contemporaine, mais plutôt vers des temps désormais révolus. « (...) Cette chronique est une bouleversante méditation lyrique sur la civilisation terrienne du siècle dernier : elle met en évidence une dimension spirituelle que nous avons perdue. » (Freddy Buache). Le monde paysan y est observé de l'intérieur, à travers ses rites, sa piété et ses mythes ; Olmi scrute chaque détail avec minutie, dans une « fidélité absolue à la vérité historique et à l'exactitude ethnographique » . Le réalisateur italien ne « pose pas sur les campagnards d'autrefois la grille d'une idéologie politique. (...) Car ces hommes et ces femmes connaissent, bien que démunis, la chaleur partagée d'une communauté fondée sur la cellule familiale où la religion, bien qu'obscurantiste, joue un rôle d'indispensable consolatrice : l'Histoire n'a pas encore mordu sur cet univers clos », nous explique Freddy Buache, qui ajoute : « À cela, délicatement, Olmi ne fait que des allusions ; son film se concentre sur un temps, sur un lieu, sur le dévoilement affectif d'une réalité précise et laisse délibérément hors champ le moment de la gloire estivale, de l'exubérance des récoltes, des éclats de la fête : il ne quitte guère le rythme et la simplicité, parfois l'humour, d'un récit de veillée. »
Émile Breton peut effectivement conclure que « la sérénité du ton, accordée au rythme agraire des saisons qui découpent le film » en constitue son atout. Puis, il ajoute :  « Sans décoller du quotidien pour faire la leçon à l'histoire, ou à ces paysans qui l'écrivent, sans charger de "positivité" un héros ou un commentateur "éclairant les perspectives", (le film) dit d'une voix unie ce qu'eut d'irrémédiable le gâchis des cultures anciennes, de destins personnels et d'intelligences, qui marqua l'introduction à la campagne de rapports fondés sur le rapide profit. ».

## Ermanno Olmi: le respect affectueux d'un témoin
« L'Arbre aux sabots est le premier sujet que j'ai écrit pour le cinéma, tout de suite après le décès de ma grand-mère Elisabetta : une femme extraordinaire qui a tenu une grande place dans ma vie. J'ai voulu fixer ses récits sur le papier », affirme Ermanno Olmi. Mais, « en 1964, (...) j'ai écrit un sujet qui ne m'a pas satisfait : mon histoire me semblait trop personnelle, une sorte d'album de famille. (...) Il y a six ans (en 1976) (...) je suis tombé par hasard sur ces notes et j'ai senti que le moment était venu de les agencer pour en faire une version définitive. » À ce moment-là, « j'ai considéré cette matière première avec le respect affectueux d'un témoin. » Ici, Olmi parle du monde paysan dans lequel il avait vécu. Puis, opposant sa démarche à celle de Visconti dans La Terre tremble, il dit également : « Je suis simplement retourné au milieu des gens de ma race, et je leur ai fait un récit aussi bien qu'à moi-même, racontant une culture paysanne qui est ma culture. »